# François II Sforza
François II Marie Sforza (en italien : Francesco Maria Sforza), né le 4 février 1495 à Milan, mort le 24 octobre 1535 à Vigevano, est le neuvième et dernier duc de Milan de la famille Sforza.

## Biographie

### Famille
François est né le 4 février 1495. Il est le second fils du duc de Milan Ludovic Sforza (dit « Le More ») et de Béatrice d'Este, fille d'Hercule Ier d'Este, duc de Ferrare, de Modène et de Reggio, et d'Éléonore de Naples.
François a un frère, Maximilien, de deux ans son aîné, et quelques demi-frères et demi-sœurs, nés pour la majeure partie avant le mariage de ses parents.
Sa mère, Béatrice, meurt lors de la naissance d'un enfant mort-né, le 2 janvier 1497.

### Enfance
En 1499, François, en même temps que toute sa famille, doit fuir Milan devant l'arrivée des Français, il n'a alors que trois ans. C'est alors que commencent vingt-et-une années d'exil. Au début de février 1500, son père profite du soulèvement de la population pour reprendre Milan avec l'aide de contingents suisses. À Novare, il est trahi par un de ses mercenaires suisses, arrêté par les troupes françaises et finalement emprisonné à Loches par Louis XII.
François est élevé à la cour de Maximilien Ier de Habsbourg, qui a épousé sa cousine Blanche-Marie Sforza. Il est d'abord destiné à une carrière ecclésiastique, mais l'idée est finalement abandonnée.
Après la mort de son père en 1508, son frère revendique le duché de Milan. La mise en place en 1511 de la Sainte Ligue, emmenée par le pape Jules II et composée de plusieurs États italiens, de l'Espagne, l'Angleterre et du Saint Empire romain germanique, rend davantage possible la restauration des Sforza. En juin 1512, son frère Maximilien est rétabli à Milan grâce au soutien que lui apporte la Saint-Ligue ; toutefois, François ne retourne pas à Milan.

### Succession milanaise
Lorsqu'en octobre 1515, les Sforza sont de nouveau évincés par le retour des Français, François, qui est alors à Trente, commence à tenter de reprendre possession du duché de Milan, s'en considérant alors comme le légitime souverain.
Au début des années 1520, la situation semble évoluer en faveur des Sforza. En 1521, l'empereur Charles Quint et le pape Léon X tournent leurs forces contre le duché de Milan, alors aux mains des Français : une puissante armée des États pontificaux, menée par Prospero Colonna, renforcée de troupes espagnoles  venues de Naples et de contingents plus modestes d'Italiens, se concentre près de Mantoue.
Après plusieurs défaites françaises, dans la nuit du 23 novembre 1521, Colonna attaque Milan par surprise, débordant les défenseurs vénitiens qui gardent les remparts. Après quelques combats de rues désespérés, Lautrec se replie sur Crémone avec 12 000 hommes. François est donc finalement en mesure de revenir à Milan. L'aide de la population lombarde, qui se sentait opprimée par les Français, lui est également précieuse.

### François, duc de Milan
Pourtant, la reconquête de son duché ne marque pas pour François II la fin de ses préoccupations. Les pressions des Français se poursuivent, elles s'avèrent même particulièrement persistantes le long de la frontière avec le Piémont. La guerre coûte très cher pour un petit État comme le duché de Milan ; l'effort de guerre est de plus en plus dur à tenir, et la majorité des recettes sont destinées à l'entretien de l'armée. François II est contraint d'augmenter les taxes pour défendre ses possessions ; cela contribue à attacher au nouveau duc une mauvaise réputation. La population est rapidement mécontentée et des révoltes font leur apparition. Parmi les principaux instigateurs de ces révoltes, on trouve notamment Boniface Visconti, un lointain héritier des Visconti. Profitant de la situation politique instable, ce dernier tente de tuer François II, mais il ne parvient qu'à le blesser superficiellement.
À la fin de l'été 1524, l'échec du connétable de Bourbon devant Marseille contraint les impériaux à se retirer de Provence. Les Français traversent le comté de Nice et conquièrent Milan en octobre, entrainant une nouvelle fuite de François II. Les Français mettent le siège devant Pavie le 26 octobre. La peste se déclare ensuite à Milan.
Mais en 1525, après la défaite française de Pavie, Charles Quint reconquiert définitivement le Milanais et restaure François II sur son trône. Dès lors, le duché, épuisé par plus de vingt ans de guerres, amorce une reprise économique et un renouveau culturel. Le neuvième et dernier duc de Milan demande à Angèle Merici d'être sa mère spirituelle. Il a également réalisé une nécessaire réorganisation de l'État. En 1526, il adhère à la ligue de Cognac, aux côtés de François Ier, du pape Clément VII, de Florence, de Venise, de l'Angleterre, contre Charles Quint. Il combat à la bataille de la Bicoque (1522), et le château des Sforza sera d'ailleurs assiégé par les impériaux. Les Habsbourg ressortent grands vainqueurs de la paix des Dames. Le pape investit Charles Quint du royaume de Naples et admet l'annexion ultérieure du duché de Milan au domaine impérial, mettant fin à l'indépendance du duché.
En 1534, François, qui, à 39 ans est toujours célibataire, épouse la nièce de l'empereur, Christine de Danemark, 14,ans, fille de Christian II de Danemark et de la sœur de l'empereur Charles Quint. Elle a reçu la ville de Tortona en dot. Mais peu après leur mariage, la maladie laisse François II presque aveugle, il meurt dans son château de Vigevano le 24 octobre 1535. Son demi-frère Giovanni Paolo se proclame duc de Milan, mais il meurt dans l'année dans des circonstances mystérieuses. Sa mort sans enfant déclenche la huitième guerre d'Italie. La dynastie des Sforza de Milan s'éteint alors, et Charles Quint annexe le duché qui fait retour à Couronne. Le duché reste alors vacant pendant de nombreuses années jusqu'à ce que l'empereur choisisse, à la surprise générale, d'investir officiellement son propre fils, le futur Philippe II d'Espagne, du précieux territoire.